# Раданіти

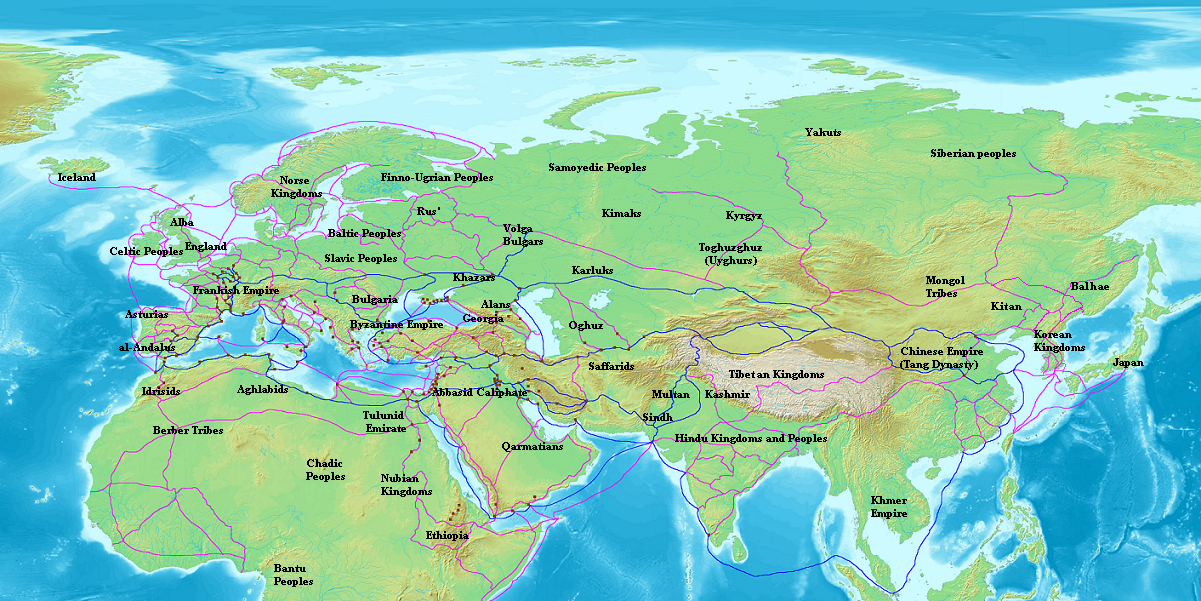
Євразійські торгові шляхи бл. 870 року. Мережа шляхів раданітів позначена синім

Радані́ти (араб. الرذنية, ar-Raðaniyya; одн. івр. רדהני, Radhani, мн. רדהנים, Radhanim) — середньовічні єврейські купці, що займалися міжнародною торгівлею в Євразії у VI—XI століттях. Контролювали торговельні шляхи між Західною і Східною Європою, ісламським державами, Індією та Китаєм. Зокрема, разом із русами грали активну роль у работоргівлі в Україні. Також — юдеї-раданійя, рагданійя, ар-Рагадіна.